# پویانا کامپینا
پویانا کامپینا بخشی از شهرستان پراهووا ، رومانی است. این بخش از چهار دهستان تشکیل شده است: بابولیا ، پیتریو ، پویانا کامپینا و ریگمن. 

## یادداشت
1. ↑  2002 census data for Poiana Câmpina, Prahova